# ソファ問題
| L字型の通路をとおすことができる、ソファの面積の最大値は? |

面積 π/2 + 2/π = 2.207416... の受話器の形をしたソファ。これは最大ではない。

ソファ問題（ソファもんだい）は数学の問題のひとつ。1966年にレオ・モーザーによって問題が提示された。この問題は「L字型の通路を通り抜けることができる、ソファの面積の最大値 A を求めよ」という離散幾何学、数学パズルの問題である。

## Aの下界と上界

### 下界
通路の幅が1であるとき、半径1の半円はL字型の通路を通すことができるので、Aの下界の一つとして {\displaystyle A\geq {\frac {\pi }{2}}\approx 1.570796} が容易に得られる。
1968年にジョン・ハマーズレイはより優れたAの下界の一つを発見した。{\displaystyle 1\times {\frac {4}{\pi }}} の長方形の両脇に半径1の四分円を接合させた図形から、直径 {\displaystyle {\frac {4}{\pi }}} の半円をくりぬいた受話器型のソファで、{\displaystyle A\geq {\frac {\pi }{2}}+{\frac {2}{\pi }}\approx 2.207416}（オンライン整数列大辞典の数列 A086118）となる。

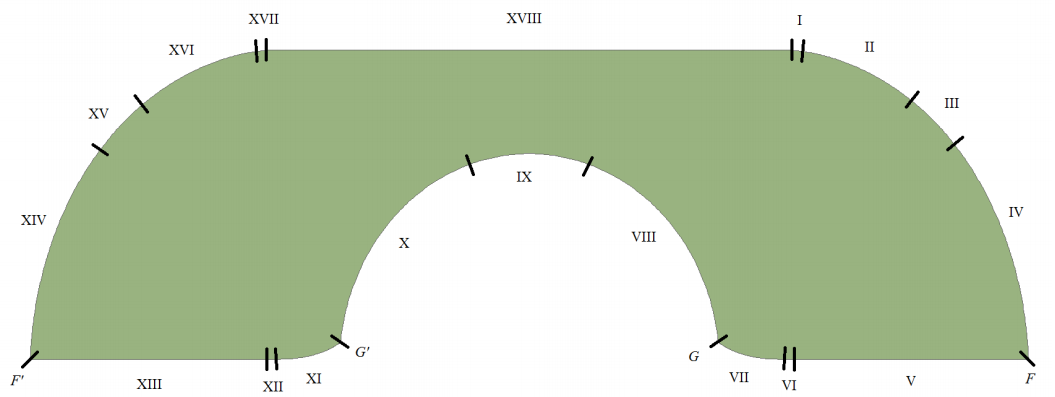
18の線からなるガーバーのソファ

1992年にラトガース大学のジョセフ・ガーバー (Joseph Leonide Gerver) によって、18本の線（3本の直線と15本の曲線）からなる図形により、さらに優れたAの下界の一つ 2.21953166887...（オンライン整数列大辞典の数列 A128463）が示された。

### 上界
一方、A の上界については、ハマーズレイによる簡単な議論によって高々 {\displaystyle 2{\sqrt {2}}\approx 2.828427} であることが示されていた。
2017年6月にヨアヴ・カラス (Yoav Kallus) とダン・ロミックは新しい上界として、2.37を証明している。

## 両手利きのソファ

ロミックの両手利きのソファ

この問題の変種の一つとして、単位幅の通路の途中にある直角の右折と左折の両方を通過できるようなソファの面積の最大値を求める問題がある（つまり、途中にまず右折があり、その後十分な距離をおいて左折があるような一本道を想定している）。ロミックは18本の曲線からなる図形によって、
{\displaystyle {\sqrt[{3}]{3+2{\sqrt {2}}}}+{\sqrt[{3}]{3-2{\sqrt {2}}}}-1+\tan ^{-1}\left\{{1 \over 2}\left({\sqrt[{3}]{{\sqrt {2}}+1}}-{\sqrt[{3}]{{\sqrt {2}}-1}}\right)\right\}\approx 1.644955218}
（オンライン整数列大辞典の数列 A330934）という下界を示した。

## 解決
2024年11月29日、韓国・延世大学校の博士研究員であるペク・ジノン（朝: 백진언）によって、ソファ問題を解決したとする論文が arXiv に投稿された。本論文によれば、ガーバーによる例が実際に最大値を与えるとされている。